# I robot e l'Impero
I robot e l'Impero (Robots and Empire) è un romanzo di fantascienza dello scrittore Isaac Asimov, pubblicato nel 1985, quarto libro del Ciclo dei Robot.

## Trama
A pochi anni dall'approvazione delle autorità del pianeta Aurora, per una colonizzazione congiunta Terra-Mondi Spaziali, inizia per i Terrestri - costretti da secoli ad una vita nel sottosuolo e allo stremo delle loro risorse - l'espansione in nuovi sistemi, davanti all'inerzia degli altri mondi della prima ondata, un disinteresse dovuto, secondo l'analisi dell'autore, alla loro condizione di assoluto benessere.
Il detective Elijah Baley, protagonista terrestre degli episodi precedenti, a partire da Abissi d'acciaio, è ormai morto da circa 160 anni. Vi subentra un suo discendente. Sono ancora presenti i robot Daneel Olivaw e Giskard Reventlov, accompagnati dagli umani longevi del pianeta Solaria, Lady Gladia e l'ingegnere robotico Kelden Amadiro, loro antagonista, il quale ha un piano per distruggere la Terra.
Daneel e Giskard tenteranno invano di impedire la catastrofe, scontrandosi con i limiti imposti dalle Leggi della Robotica. Alla fine però Giskard comprende che solo l'attuazione del piano di lenta distruzione della Terra può generare l'impulso necessario alla colonizzazione spaziale, e formula la "Legge Zero: un robot non può causare danno all'umanità o permettere che essa ne subisca a causa della sua inazione"; Quindi, morente per lo sforzo compiuto nell'attuare questa evoluzione, in contrasto con le tre leggi originarie, trasferisce tutte le informazioni del suo cervello positronico all'amico Daneel, insieme ai suoi poteri telepatici, affidandogli il compito di "guidare e sorvegliare l'umanità" nei secoli a venire. Daneel, che grazie all'aiuto di Giskard riesce ad assorbire la "Legge 0" senza danneggiare il suo cervello positronico, avrà un'estrema importanza nel futuro dell'umanità all'interno del Ciclo della Fondazione

## Edizioni
- Isaac Asimov, Robots and Empire, 1985.
- Isaac Asimov, I robot e l'Impero, traduzione di Piero Anselmi, collana Altri Mondi n° 1, Arnoldo Mondadori Editore, 1986,  p. 348.
- Isaac Asimov, I robot e l'Impero, traduzione di Piero Anselmi, collana Bestsellers Oscar n° 618, Arnoldo Mondadori Editore, 1995,  p. 390, ISBN 88-04-41150-3.